# Escórpora de penyal
L'escórpora de penyal (Scorpaena maderensis) és una espècie de peix pertanyent a la família dels escorpènids.

## Descripció
- Pot assolir 14 cm de llargària màxima (normalment, en fa 10).
- Cos oblong i rabassut.
- Cap gros, parcialment cuirassat i de color marró amb taques blanques.
- Aleta dorsal amb 12 espines, 9 radis tous i taques marronoses.
- Aleta pectoral amb taques fosques allargades. Les altres aletes presenten taques marrons i blanques.
- El cos és fosc amb algunes àrees pàl·lides.
- Nombre de vèrtebres: 24.
- Té glàndules verinoses.[2][3][4][5]

## Hàbitat
És un peix demersal i de clima subtropical (47°N-12°N, 32°W-36°E), el qual viu entre 20-40 m de fondària.

## Alimentació
Menja crustacis i peixets.

## Depredadors
A les illes Açores és depredat pel serrà mascle (Serranus atricauda).

## Distribució geogràfica
Es troba a l'Atlàntic oriental (des de les illes Açores, Madeira i el Marroc fins a les illes Canàries, Cap Verd i el Senegal) i la mar Mediterrània. A causa del canvi climàtic, la seua distribució s'està estenent a latituds més septentrionals.

## Observacions
És verinós per als humans.